# 国家工程研究中心
国家工程研究中心指中华人民共和国国家发展和改革委员会组织等建设的研究开发实体。国家工程研究中心的建设计划于1987年由国家计划委员会组织实施，1992年利用世界银行贷款大规模建设。国家工程研究中心依托大型企业、研究院和大学，主要功能是提高自主创新能力、促进科学成果的转化、实现科技成果的工程化和商业化，从而提升相关产业的竞争力。国家工程研究中心强调研究机构与企业的结合，强调科技成果能够源源不断的推向市场，强调自身能够良性循环。从1987年到2011年，已经有100多个国家工程研究中心建成，它们在能源、材料、医药、农业、生物、交通、通信和环保等领域成为国家重要的研究开发机构。